# Livio Odescalchi (bankier)
Livio Odescalchi (zm. w grudniu 1622), patrycjusz Como, bankier wenecki z rodu Odescalchich, jego małżonką była Paola Castelli (zm. 1630), z którą miał co najmniej siedmioro dzieci: Costantino (1595-1619), Lucrezia Odescalchi (1605-1629, małżonek: Alessandro Erba), Carlo Odescalchi (1607-1673), Niccolò (zakonnik, zm. 1655), Paolo (zm. 1622), Benedetto Odescalchi (ur. 1611, późniejszy papież Innocenty XI) i Giulio Maria Odescalchi (1612-1666, benedyktyn, biskup Novary od 1656). Jego osoba była tematem obrazu portretowego Antoona van Dycka (1599-1641). Obraz znajduje się obecnie w zbiorach muzeum Luwr.